# Bernhard von Langenbeck
Bernhard Rudolf Konrad von Langenbeck (ur. 8 listopada 1810 w Padingbüttel, zm. 29 września 1887 w Wiesbaden) – niemiecki lekarz, chirurg. 
Od 1842 uczył na uniwersytecie w Kilonii. W 1848 przeniósł się na uniwersytet do Berlina. Specjalizował się w chirurgii wojennej, chirurgii jamy brzusznej, chirurgii układu żylnego. Jest twórcą szkoły chirurgii. Był nauczycielem sławnych chirurgów europejskich.